# Sablonne
La Sablonne est une petite rivière française qui coule dans les départements du Jura, de la Côte-d'Or et de Saône-et-Loire. C'est un affluent du Doubs en rive droite, donc un sous-affluent du Rhône par la Saône.

## Géographie
La longueur de son cours d'eau est 26,6 km.

## Départements, communes et cantons traversés
La Sablonne prend naissance sur le territoire de la localité de Tavaux, dans le département du Jura. Elle se jette dans le Doubs (rive droite) à Pourlans.
La Sablonne traverse les communes:
- dans le département du Jura : Annoire, Saint-Aubin, Saint-Loup,
- dans le département de la Côte-d'Or : Bousselange, Tichey,
- dans le département de Saône-et-Loire : Lays-sur-le-Doubs, Pourlans.

Soit en termes de cantons, la Sablonne prend sa source dans le canton de Chemin, traverse le canton de Seurre, conflue dans le canton de Pierre-de-Bresse.

## Affluent
La Sablonne a un seul affluent contributeur connu:
- La Coursière de Buchaille, de 8,5 km[2], Elle prend sa source à Longwy-sur-le-Doubs, traverse Chemin et conflue à Annoire, dans le département du Jura dans le canton de Chemin.